# Черненко Руслан Сергійович
Русла́н Сергі́йович Черне́нко (нар. 29 вересня 1992, Київ, Україна) — український футболіст, півзахисник клубу «Оболонь» (Київ). Найкращий бомбардир Першої ліги чемпіонату України 2020/21.

## Біографія

### Клубна кар'єра
Займатися футболом вирішив за прикладом батька. Першим тренером Черненка був Валерій Кінашенко. У ДЮФЛ виступав за ФК «Відрадний» та київський «Арсенал». Із 2009 року грав у першості дублерів. Усього за «Арсенал» у рамках турніру дублерів та молодіжної першості провів 87 матчів із 13 забитими голами. 18 квітня 2010 дебютував у Прем'єр-лізі, коли вийшов на 87 хвилині матчу з «Кривбасом» (1:0). У сезоні 2012/13 перейшов на правах оренди в чернігівську «Десну», перший матч у складі команди зіграв 22 липня 2012 проти клубу «Оболонь-2» (1:1). Узимку 2013 року повернувся до Києва.
20 вересня 2018 року став гравцем клубу «Агробізнес» (Волочиськ), підписавши контракт на один рік. Був гравцем цієї команди до березня 2022 року, коли на фоні повномасштабного російського вторгнення не повернувся в Україну зі зборів у Туреччині, через що «Агробізнес» припинив співпрацю з футболістом.

### Кар'єра у збірній
У травні 2010 року був викликаний головним тренером юнацької збірної України до 18 років Олександром Головком на гру зі Швейцарією, але на поле не виходив. У вересні 2010 року у складі юнацької збірної України до 19 років узяв участь у міжнародному турнірі Стевана Вілотича, де зіграв у першому таймі матчу із Сербією (0:0).

## Досягнення
- Чемпіон Першої ліги чемпіонату України: 2017/18
- Найкращий бомбардир Першої ліги чемпіонату України: 2020/21
- Півфіналіст Кубку України: 2020/21